# Eddystone Arsenal
Eddystone Arsenal була дочірньою компанією Baldwin Locomotive Works, розташована в Еддістоуні, штат Пенсильванія, яка випускала військове обладнання для союзників в Першій світовій війні. Оскільки кількість замовлень військових перевищила виробничі можливості філадельфійської фабрики Baldwin, в Еддістоуні, штата Пенсильванія було побудовано нові виробничі потужності. Після закінчення Першої світової, ці виробничі потужності були використані для виробництва локомотивів під назвою Baldwin's Eddystone Plant.

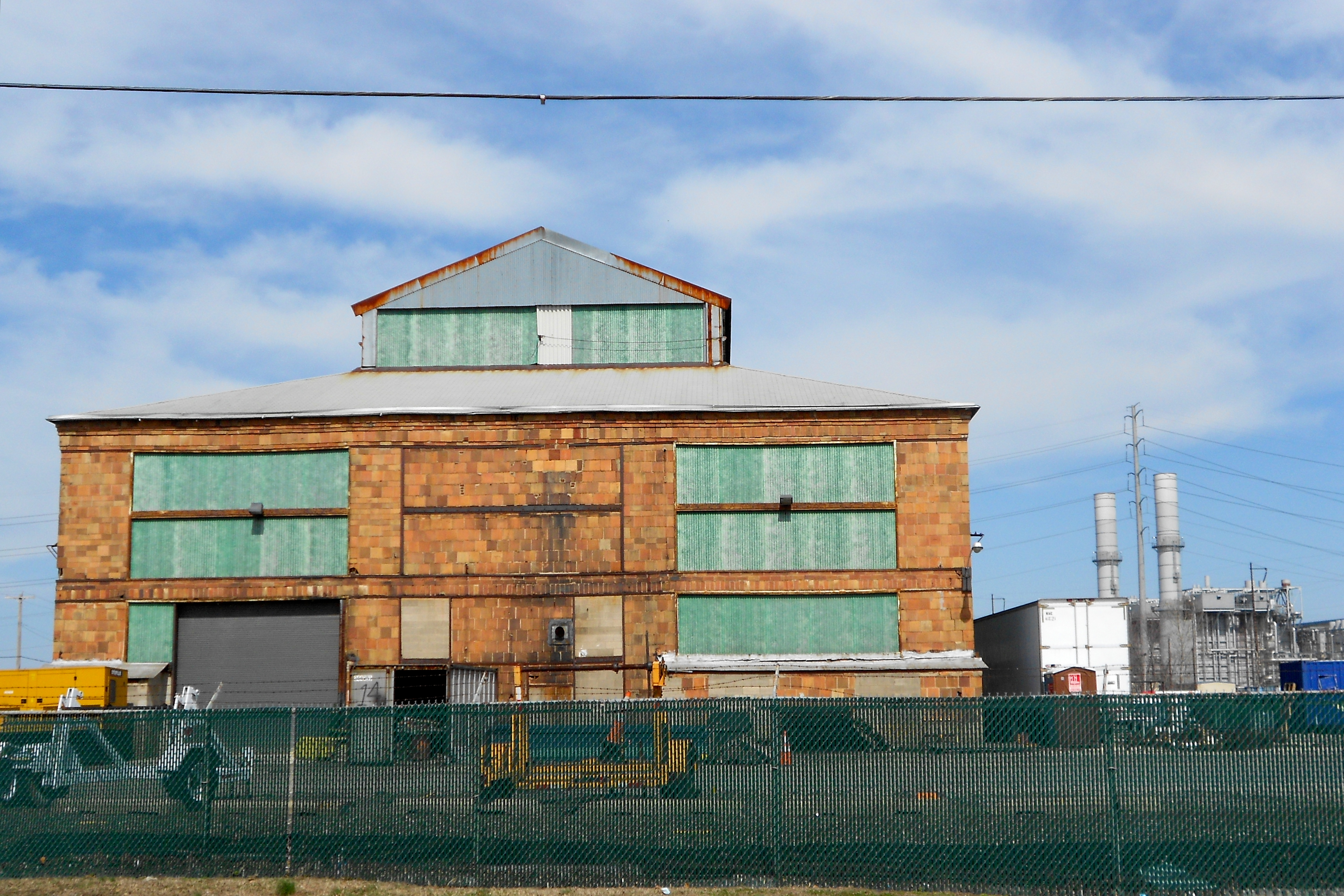
Виробниче приміщення колишнього збройного заводу в Еддістоуні

## Замовлення локомотивів під час війни
Baldwin отримували замовлення на локомотиви від Російської імперії, Франції та Сполученого Королівства, тобто від країн виробничі потужності яких були спрямовані на виробництво озброєння. Віце-президент компанії Baldwin Маюель Воклен відвідав Росію в 1914 році щоб отримати замовлення на 30 локомотивів 0-6-6-0 Mallet для капської колеї між Архангельском та Вологдою. Потім були замовлення на локомотиви 2-10-0 для російської колеї та бензинові локомотиви для вузькоколейної залізниці для російської польової залізниці. Франція замовила понад тисячу локомотивів польової залізниці, в Велика Британія замовила 495 локомотивів польової залізниці та 465 локомотивів для європейської колії.

## Eddystone Ammunition Corporation

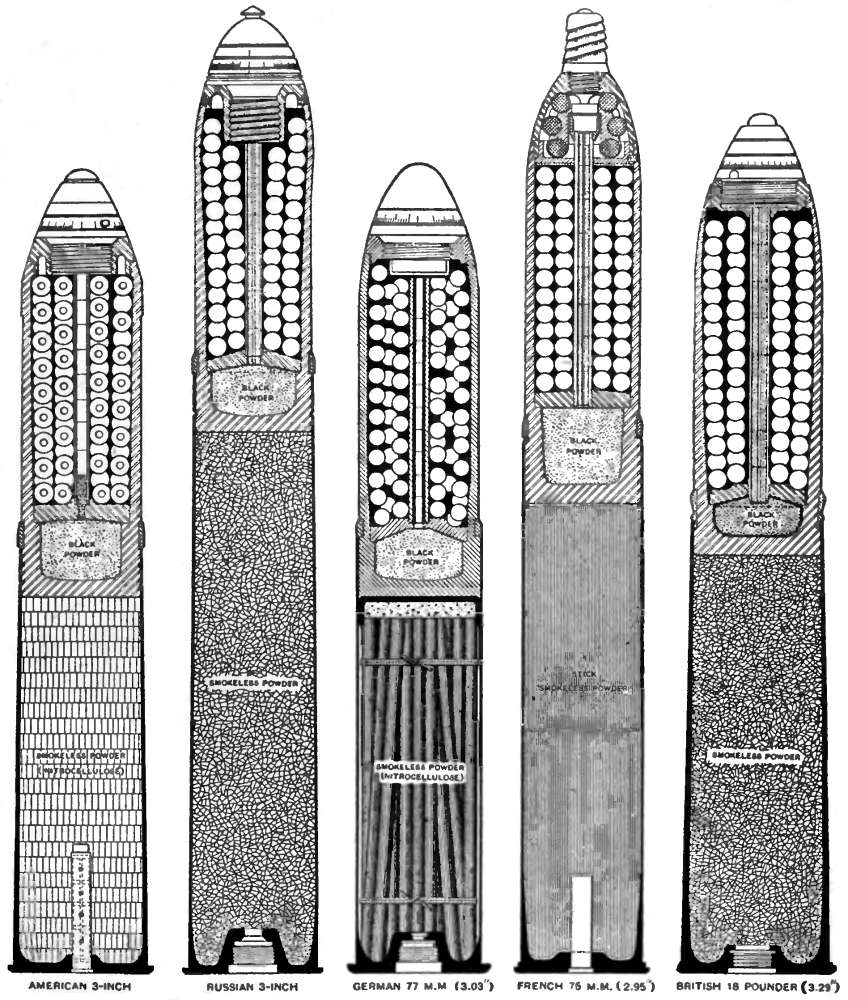
Eddystone Ammunition Corporation була створена для виробництва снарядів які на зображенні знаходяться другим з лівого боку.

Франція та Велика Британія замовила у компанії Baldwin артилерійські снаряди калібрів від 12 сантиметрів (4,7 дюйм) до 12 дюймів (30 см). Хоча філадельфійська фабрика компанії Baldwin була збільшена шляхом побудови 4-поверхової будівлі майстерні та нової 8-поверхової будівлі, для виробництва боєприпасів була побудована виробнича будівля в Еддістоуні, де у компанії Baldwin була майстерня з 1905 року. Baldwin formed the Eddystone Ammunition Corporation on 10 June 1915 to manufacture 2,500,000 3-дюйми (76 мм) shrapnel shells of Russian design. Завод з Eddystone Ammunition на березі річки Делавер почав роботу в листопаді 1915 року разом з сучасною пристанню вздовж берега річки. 10 квітня 1917 року на заводі в Еддістоуні стався вибух під час якого загинуло 133 людини. Інше дочірнє підприємство компанії Baldwin, Eddystone Munitions Company, було відкрито 27 вересня 1917 року для випуску шрапнелі для уряду США. Загалом було випущено 6 565 355 артилерійських снарядів до переробки фабрики на локомотивну майстерню в 1919 році.

## Фабрика з виробництва гвинтівок Еддістоун

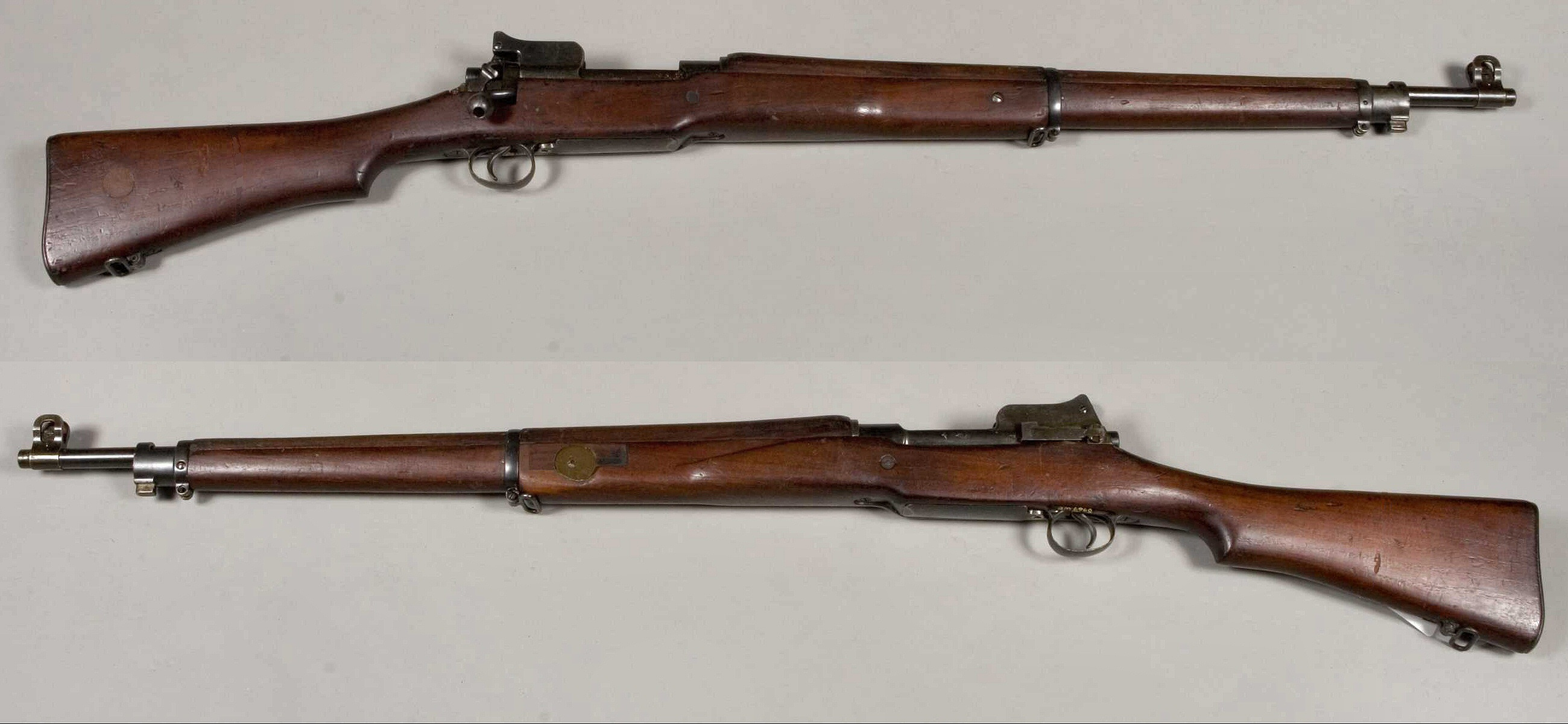
Фабрика Eddystone Rifle Plant була побудована для виробництва гвинтівок Pattern 1914 Enfield.

30 квітня 1915 року Велика Британія замовила компанії Remington Arms 1 500 000 гвинтівок Pattern 1914 Enfield. Коли компанія Remington передала більшу частину цього замовлення компанії Baldwin, остання побудувала фабрику для виробництва гвинтівок загальною площею 5,7 га в Еддістоуні, найбільшу фабрику в США під час Першої світової війни. Виробництво зброї на фабриці Eddystone Rifle Plant розпочалось 31 грудня 1915 року з 10 000 машин, які живилися стрічками довжиною 129 235 м від лінійних валів довжиною 12 300 м. На збройній фабриці працювало 15 294 робітників, де 20 відсотків від загальної кількості були жінки. Такі потужності дозволяли випускати до 6 000 гвинтівок за день. Роботу збройної фабрики зупинили 11 січня 1919 року, після того як було випущено 1 959 954 гвинтівок з запасними частинами загалом на 200 000 гвинтівок. Зміни в контракті призвели до того, що більшість з цих гвинтівок стали модифіковані гвинтівки M1917 Enfield, яка була на озброєнні майже двох третин американських експедиційних сил.

## Примітики
1. ↑  Sellers, Kurt. Eddystone Rifle Plant (PDF). Процитовано 31 березня 2019.
2. ↑  Westing, Fred (1966). The Locomotives that Baldwin built. New York: Bonanza Books. с. 76&77. ISBN 0-87564-503-8.
3. ↑  Westing, Fred (1966). The Locomotives that Baldwin built. New York: Bonanza Books. с. 79, 81&82. ISBN 0-87564-503-8.
4. ↑  Westing, Fred (1966). The Locomotives that Baldwin built. New York: Bonanza Books. с. 80&81. ISBN 0-87564-503-8.